# SPEED KING (曲)
「SPEED KING」（スピードキング）は、RIP SLYMEの14枚目のシングル。2007年11月7日発売。

## 概要
前作「熱帯夜」から約3ヶ月半ぶりとなる、アルバム『FUNFAIR』の先行シングル。
ジャケットは骸骨がレーサーの風貌をしているもので、この骸骨の左右を逆にし、仕様を変更したものが『FUNFAIR』のジャケットになっている。また、「SPEED KING」のPVが視聴出来るブログパーツがMTVより配布されたが、このブログパーツのデザインにも、骸骨が組み込まれている。
マクドナルドの商品「McWrap」と「SPEED KING」のコラボレーション企画で、「Wrap SLYME」（ラップスライム）キャンペーンが実施され、メンバーもCMの最後のナレーション役を務めている。なお、RIP SLYMEは2007年初めにVAIOとMTVとのコラボレーション企画「MTV presents " RIP style VAIO "」CM曲に「I・N・G」が選出され、自身もCM出演を果たしており、また、前作「熱帯夜」も「Coke+iTunesキャンペーン」CM曲に選ばれている。
オリコン調べで初動売上は前作から半減、順位は初登場12位となり、2ndシングル「雑念エンタテインメント」から続いていた連続トップ10入り記録が12作で途切れた。自己最低だった「ブロウ」の累計売上を大幅に下回るなど、売り上げ面では低水準に終わる形となった。
ちなみに、当初の発表では「SPEED KING」ではなく「スピードキング」と、片仮名表記だった。英語表記と片仮名表記が混在するのは、「STEPPER'S DELIGHT」と同様である。
初回盤のみキラメキ☆ヘルメット仕様。

## 収録曲
1. SPEED KING
（作詞：RYO-Z,ILMARI,PES and SU 作曲：DJ FUMIYA）
マクドナルド「Wrap SLYME」キャンペーンCM曲。キャンペーンCMのタイアップがつくのは、「ブロウ」から3作連続である。但し、CMでは「Wrap SLYME」名義で歌詞を一部変更した「McWrap 特別バージョン」が放送されている。
PVでは、メンバーが骸骨の絵が描かれたタイツ姿で歌っており、一瞬ではあるが、背景にマクドナルド店舗と「McWrap」のキャラクターが登場している。なお、PV音源とCD音源では2番のサビ前とアウトロ部分が異なる。
アルバム『FUNFAIR』収録。
2. obsession
（作詞：RYO-Z,ILMARI,PES and SU 作曲：DJ FUMIYA）
アルバム未収録。
3. Wonderful (CHRISTMAS CLASSIC version)
（作詞：RYO-Z,ILMARI,PES and SU 作曲：DJ FUMIYA）
アルバム『EPOCH』に収録されている「Wonderful」のCHRISTMAS CLASSIC version。CHRISTMAS CLASSIC versionの曲がカップリングに収録されるのは、前作と同様である。